# HD 140913
HD 140913 är en ensam stjärna belägen i den södra delen av stjärnbilden Norra kronan. Den har en skenbar magnitud av ca 6,78 och kräver åtminstone en handkikare för att kunna observeras. Baserat på parallaxmätning inom Hipparcosuppdraget på ca 22,3 mas, beräknas den befinna sig på ett avstånd på ca 146 ljusår (ca 45 parsek) från solen. Den rör sig bort från solen med en heliocentrisk radialhastighet på ca 37 km/s.

## Egenskaper
Primärstjärnan HD 140913 A är en gul till vit stjärna i huvudserien av spektralklass G0 V, och är en solliknande stjärna. Den har en radie som är ungefär en solradie och har ca 1,1 gånger solens utstrålning av energi från dess fotosfär vid en effektiv temperatur av ca 5 900 K.
Den har en följeslagare, HD 140913 B, upptäckt 1996, som är en brun dvärg med en massa som är lika med 46 Jupitermassor. Den kretsar kring primärstjärnan med en omloppsperiod av 148 dygn i en bana med excentricitet 0,61 och en halv storaxel av 0,54 AE.